# كل شيء هادئ على الجبهة الغربية
«كل شيء هادئ على الجبهة الغربية All Quiet on the Western Front»، بالألمانية «Im Westen nichts Neues لا جديد في الغرب». رواية كتبها إريك ماريا ريمارك (1898–1970) Erich Maria Remarque الذي قاتل في الحرب العالمية الأولى.
تصف الرواية الضغوط الجسدية والنفسية والعقلية الفادحة التي تعرض لها الجنود أثناء الحرب، والانفصال عن الحياة المدنية كما يشعر به العديد من أولئك الجنود لدى عودتهم من الجبهة.
هذه الرواية -التي نشرت أولاً حلقاتٍ في صحيفة فوس (تشرين2/نوفمبر وكانون1/ديسمبر 1928) ثم كتاباً (29/ 1/ 1929)- حققت نجاحاً مدوياً، فخلال ثمانية عشر شهراً من صدورها بيع مليونان ونصف المليون نسخةٍ بخمسٍ وعشرين لغةً، لكن الرواية مع تكملتها «طريق العودة The Road Back» كانتا من بين الكتب التي منعت في ألمانيا النازية (33-1945) وأحرقت في احتفالاتٍ نازيةٍ عامّةٍ، وسحبت الجنسية من ريمارك (1938) فاضطر للعيش في سويسرا.
خمسون مليون نسخةٍ بيع منها إلى الآن، وتُرجمت لأكثر من ثلاثين لغة. وفي العربية اشتهر عنوان الترجمة الإنجليزية للرواية، العنوان الذي تحول في الإنجليزية الدارجة إلى تعبيرٍ مجازيٍّ عن استمرار حال الركود والحاجة لتغييرِ ملموس.
تحولت الرواية إلى فلمين أمريكيين، أولهما سينمائي عام 1930 نال الأوسكار كما نال مخرجه جائزة أوسكار أفضل مخرج، وثانيهما تلفزي عام 1979.

## فكرة الكتاب
والد ريمارك -الذي انتهى به الحال مُجَلِّدَ كتبٍ في معمل تجليد- لم يغدُ رجلاً غنياً قط. أمه كانت دائماً تشكو المرض، وقد فارقت الحياة وهي لاتتجاوز الرابعة والأربعين. إبان الحرب كانت دائماً تفكر بأبنائها وتريد لهم الأمان. كان على ريمارك الصبي الأشقر الجميل أن يختار مهنة أفضل.. معلم مثلاً.. مهنة تعني الضمان والأمان له في حياته.. وتضمن أيضاً الحصول على التقاعد مستقبلاً.
انتسب ريمارك لجامعة مونستر ليتأهل كمعلم مدرسة، وثمة تعلم العزف على الأرغن. شهادته كانت تحمل درجات جيدة جداً. درس مهنة التعليم لسنة ونصف السنة قبلما ثندلع الحرب، وعند بلوغه التاسعة عشر في يونيو/حزيران 1917 تطوّع في الجيش وأُرسل إلى الجهبة الغربية. جُرح مراتٍ آخرها في يوليو/تموز 1918 عندما أصيب إصابة بالغة وعاد إلى ألمانيا.. وانتهت الحرب إلا بالنسبة لريمارك. حتى المقربين منه لم يعرفوا مدى تأثير تجربة الحرب على شخصيته، ولسنواتٍ عديدةٍ بعد انتهائها، لم يستطع ريمارك أن يُفكر بشيءٍ سوى الحرب. كانت الفكرة الوحيدة التي تسلطت عليه.
عاد إلى مدينته أوسنابروك ليعمل مدرّساً في مدرسةٍ ابتدائيةٍ في إحدى القرى المجاورة، غير أنه ماكان سعيداً أبداً.. مهنته لم تك تثير اهتمامه، وعزلة القرية أصابته بالكآبة، فترك وظيفته ليشتغل في مشفىً للأمراض العقلية كعازفٍ على الأرغن.
أما المحطة التالية فكانت في مكتب صديقه.. الذي يبيع رخام القبور، وتماثيل تذكارية لجنود الحرب.. مهنة جافة لكنها لاتخلو من إثارةٍ أحياناً. بعد الحرب مارس أعمالاً متعددةً مصحح مطبعة، مندوب مبيعات، سائق سيارات سباق، من بين عديد المهن التي زاولها.
أثناء عمله هذا بدأ يرسل بعض كتاباته إلى الصحف والمجلات.. لكنها لم تكُ ذات أثرٍ كبيرٍ على ميزانيته. ألمانيا مازالت تتطوّح في أزمتها ما بعد الحرب. إذا أرسل مخطوطتين إلى مجلةٍ ما يأخذون واحدة ويعيدون الثانية. وإذا ماأراد إرسالها لمجلة أخرى، فإن مصاريف البريد تكلفه أكثر مما يقبضه من أجرٍ هزيلٍ على المخطوطة الواحدة.
في القرية يشعر بالملل المميت، وفي أوسنابروك كذلك.. يسافر إلى مدينةٍ بالقرب من هانوفر حيث يعثر على عملٍ في إحدى شركات الكاوتشوك، ويحرر لجريدة «إيكو كونتينتال Echo Continental» التابعة للشركة ذاتها.
الآن ماعليه سوى أن يكتب ويحرر، وتعلق بمهنته هذه التي أعجبته، لكنه لايريد الكتابة لهذه الجريدة فقط.. مقتنعاً بمُكنته على الكتابة يسافر إلى برلين حيث يحالفه الحظ للعمل محرراً في جريدة «الرياضة المصورة». ومع أن مهنة الصحافة لاتُغني المرءَ، لكنها تضمن له حياةً بالشكل الذي تمنته له والدته. منذ طفولته الفقيرة كان يتمنى الحياة الآمنة المضمونة، ولكنه هنا في برلين الكبيرة بات يتشوّق لخيالات الشباب وأحلامه، وفترة المراهقة.. فيكتب أثناء ليالي الأرق والتدخين:
| كل شيء هادئ على الجبهة الغربية | حتى لو أعطينا إياها ثانية، هذه الطبيعة الخلابة لشبابنا، فلن نعرف ما نصنع بها. القوة الرقيقة والغامضة التي اجتاحتنا. ليس بإمكانها الآن الاحتمال والصمود. سنكون بها وداخل محورها. سنذكرها ونحبها ونصاب بالانفعال عند رؤيتها. لكن هذا سيكون أشبه بمنظر الحزن والتمعن الذي ينتابنا عند رؤيتنا صورة رفيق توفي. هاهي تقاطيعه وهاهو وجهه، والأيام التي أمضيناها معاً تكتسب لون الخداع والغش في ذاكرتنا. | كل شيء هادئ على الجبهة الغربية |

هذا ما يكتبه ريمارك، أو بالأحرى «پاول» بطل روايته. شكل الرواية أقرب إلى المذكرات، وكتبت بضمير المتكلم «أنا».
تدور القصة حول شاب يتطوع للحرب مثل ريمارك وهو بعد مراهقٌ فتي. أثناء الكتابة يتساءل ريمارك فجأة ماالذي يرعبه في برلين. ماالذي يجعله لايشعر بالاطمئنان والراحة فيها؟ الناس الذين عادوا من المعارك يحاولون وبنمطٍ من سُعارِ عيشٍ متوحشٍ أن يعوضوا ما خسروه في السنين الأربع من الحرب. هؤلاء الناس لايملكون شيئاً الآن.. هذا الجيل بأكمله دُحر وهُزم في الحرب حتى الذين نجَوا من قذائفه، وخلال كتابته هذه السطور يدرك ريمارك بأنه يكتب ضد الزمن.. فالجيل الذي عاد من الحرب لايعتبر نفسه بأي حالٍ من الأحوال ضائعاً.
أغلبية الناس في ألمانيا يشعرون بارتياحٍ كبير.. يقبضون نقوداً.. يرتادون المسرح ودور السينما.. السيارات تقتنى.. فرق الجاز تعزف والرقص متواصل.. أكلٌ وشربٌ.. المرء يتسلى.. يعيش ويترك الآخرين يعيشون.. شيء واحد لايريدون تذكره.. الحرب.. لقد انتهت.. الناس يحاولون نسيانها.. وتجنب ذكرها.. ريمارك يكتب ما لايريده الناس.. يكتب أن جيله ماعاد حياً، وإن كان لايعلم ذلك.
في مقدمته يكتب ريمارك: «الموت ليس مغامرة بالنسبة لأولئك الذين يقفون في مواجهته وجهاً لوجه Death is not an adventure to those who stand face to face with it».
يحاول الكتاب ببساطةٍ أن يحكي قصة جيلٍ من الرجال الذين -مع أنهم نجوا من القذائف- دُمّروا بالحرب. لاتركز الرواية على القصص البطولية للشجاعة، بل بالحري على الظروف التي وجد الجنود أنفسهم في خضمّها. إن الفقدان الهائل للحياة مقروناً بالمكاسب التي لاتكاد تذكر في القتال يُؤكد عليها بثبات.. حيوات الجنود تهمل من قبل ضباطهم الذين يقبعون في راحةٍ بعيداً عن المواجهة متجاهلين الرعب اليومي على الخط الأمامي.. رتابة ما بين المعارك.. التهديد المستمر من قبل المدفعية والقصف.. الكفاح من أجل إيجاد الطعام.. نقص التدريب لدى المجندين الشباب (ما يعني فرصاً أقل في النجاة).. التغطية المسهبة لفرصةٍ عشوائيةٍ في حياة أو موت الجنود.. كل أولئك وُصف بالتفصيل.
هذا الدمار الداخلي يمكن أن يرى منذ الفصل الأول.. منذ أن يعلق «پاول» بأنه على الرغم من أن الرفاق شبان ولكن الشباب غادرهم..

## ملخص الرواية
تروي الرواية قصة «پاول بويمر Paul Bäumer» الذي يتطوع مع أبناء صفه جميعاً.. تسعة عشر طالباً تطوعوا للقتال بُعيْدَ اندلاع الحرب العالمية الأولى. الكلمات الوطنية لمدرّسهم «كانتورك» الذي كان يدعوهم بـ«الشباب الحديدي» قادتهم إلى أن تطوّعوا من تلقاء أنفسهم. زملاؤهم في الجيش كانوا من الصيادين والفلاحين والعمال. ولكن، ما الذي أتى بپاول ورفاقه إلى الجبهة على هذا النحو؟ّ!!
بالنسبة إلى مجموعة الرفاق الذين نتعرف عليهم في الرواية كان ما قادهم إلى الحرب الشعور الغامضَ بنوعٍ من العصبية التي زاد من حدتها مقدار ما ولّد من الكراهية للآخر، فضلاً عن تحريض أساتذتهم ورؤسائهم، ثم -ويالسذاجتهم- ما رأوه حين بدأ القتال من أن انضمامهم إليه قد يكون راحة لهم من عبء دروسهم. مثل هذه البداية -التي تبدو هنا بهذه البراءة- كان من شأنها أن ساقتهم نحو أتون حربٍ لم يرَ أيّ منهم فيها فائدة له أو لمجتمعه أو للإنسانية.
مدربهم «هيملشتوب» كان يرهقهم باستمرار.. يوقفهم ربع ساعة تحت البرد القارس.. فقط للتدريب.. كانوا يكرهون «هيملشتوب».
يختلف أسلوب التدريب عندما ينتقلون إلى الجبهة.. ثمة عُيّن لهم «ستلانيسلاوس كاتشينسكي»، جندي مخضرم يغدو الناصح المرشد لپاول، وصاروا يدعونه «كات».
المعارك التي تخاض ليس لها من اسم، وتبدو ذات أهمية قليلة إلا لإمكانيةٍ محدقةٍ لإصابةٍ أو موتٍ بالنسبة لپاول ورفاقه. مجرد قطعٍ صغيرةٍ من الأرض تكتسب.. حوالي مساحة ملعب كرة قدمٍ، والتي غالباً ماتفقد لاحقاً.
بعدما أمضى باول سنتين شعر بإنسانيته كلها قد انتزعت منه، إذ إن الحرب علمته -أول ما علمته- كيف يكره، وكيف يقتل، وكيف يتوجب عليه -كي يحافظ على حياته- أن يواجه بالقتل أناساً لم تسبق له معرفتهم قطّ، ولم يسبق لأيٍّ منهم أن أساء إليه.
من خلال عيني «پاول» يعيش ريمارك الحرب ثانية.. الهجمات الأولى.. صواريخ تصبغ الليل بالضياء، الرعد ومدافع الدبابات.. وابل من طلقات الرشاشات الجافة.. الهواء محشو بالبكاء والصفير.. الأوساخ تتطاير والشظايا تئز والأضواء الكاشفة تغمر السماء المظلمة.. طبول نارية وحواجز نارية.. ألغامٌ وقنابل يدوية. إنها مجرد كلمات.. لكنها تشتمل على بؤس العالم جميعاُ.
لكن أحدهم.. ممن ينتمون لهم أيضاً، ونجا من قذائف الحرب أيضاً.. يتحدث عن رفاقه.. ممن سقطوا في الجبهة..
«اليوم سيحصلون على طعامٍ وافرٍ، فقد عاد من العملية ثمانون شخصاً بدلاً من مائة وخمسين»، هاهو «مولر» الذي مازال يحمل كتبه المدرسية.. «لير» صاحب اللحية الكثة والذي يكن الحب لفتيان الجيش.. كروب.. تيادين.. و«بويمر» الذي ماهو إلا ريمارك نفسه.
«بجانبنا إنسان يرتعد خوفاً، رأس مفلطح، وجه معصور بين الأيدي، وخوذته متدحرجة جانباً. أكتافه النحيلة ترتجف.. إنها هيستيريا القذائف».
دائماً جثث جديدة.. غذاء القذائف «وجوه شاحبة ملتصقة، أيدٍ مسكينة متشنجة، الشجاعة تنتحب مثل كلب، بالرغم من التقدم والهجوم لكنهم يتوقفون فور النظر إليهم.. وجوههم الميتة تحمل تعبيراً شنيعاً.. كوجوه أطفالٍ موتى..» طبول نارية.. الأرض تكاد تتشقق.. في المقابر تهطل الأمطار بغزارة.. توابيت وموتى يتطايرون هنا وهناك.. «كات» يصرخ: «غاز.. غاز.. أنذر الجميع» ويهرع الكل إلى الأقنعة الواقية..
«على الأرض مازال أحدهم ممدداً.. ووسطه عبارة عن كومة لحمٍ واحدة.. إنه ينشج: «ابقوا معي.. لاتذهبوا». «كات» يود أن يشهر مسدسه ويطلق الرصاص عليه، فجسده لايتحمل النقل.. يريد إنقاذه من ساعته الصعبة الأخيرة، لكنْ يُقبلُ الآخرون، وعملٌ من هذا القبيل لايقوم به المرء إلا إذا كان بمفرده.. كات يهز رأسه متألماً على هؤلاء الشباب المدفوعين إلى الموت السريع.. تنطفئ النار.. يهطل المطر بنغمته الرتيبة.. الجميع يعاني الإعياء والجوع.. وهم محاطون بالموتى والجرحى.. هم بشر.. منهم من كانت جماجمهم تسقط جانباً.. وآخرون كانت أرجلهم ممزقة يتعثرون بلا شعور.. يزحف أحد الجنود على يديه ويجرجر ساقيه المهترئتين وراءه.. بشر بلا أفواه.. بلا وجوه».
كان «هيملشتوب» قد حقّر الكثيرين من أولئك المجندين الجدد.. وكان من بينهم ابن وزير، لكنه لم يكن يعلم ذلك.. عرف بعد فوات الأوان، فأرسل إلى الجبهة.. والآن.. ولأنه غدا أكثر جدية.. أخذ يرتعد خوفاً بعدما أساء معاملة أحد هؤلاء الشباب: «وجهه يعلوه الاضطراب.. يعاني من الخوف.. إنه مازال جديداً هنا، ولكن ما يثيرني هو وجوده هنا.. فيما الشباب الصغير [يرابط] في الخارج».
يخرج أنفيث وجهه، لكنه لايتحرك، شفاهه ترتجف فأكرر: «اخرج»، يحرك ساقيه ويسند نفسه إلى الحائط ويكشر عن أنيابه كالحيوان. أمسكه من ذراعه وأبدأ بخضه كالكيس.. ورأسه يتمايل يميناً وشمالاً.. وأصرخ بوجهه: «ياقذر.. ألاتود الخروج؟ ياكلب، ياحقير، أتريد الهرب؟». يتجمد في مكانه.. أخبط رأسه بالحائط «ياحيوان»، وألكمه في أضلاعه «ياخنزير»، وأدفعه أمامي بضربة قوية على رأسه.
يمر الآن فوج جديد. بينهم قائد.. يرانا وينادي: «إلى الأمام.. إلى الأمام.. اتبعوا الآخرين»، «هيملشتوب ينفذ أوامر القائد، وينضم إليهم بعدما ينظر حواليه بحذرٍ شديد. فأتابعه بنظراتي وأراه يقفز.. هاقد عاد لرشاقته السابقة.. بل إنه يسبق القائد بمسافة كبيرة».
فرصة استراحة قصيرة. «كات» يقوم ببعض الألاعيب والحيل الفرنسية «يود المرء لو ينطفئ كل شيء، الحرب، الشناعة، البؤس.. ويستيقظ شاباً سعيداً».
«كات» يجد الحاسة السادسة إذا اقتضى الأمر. في إحدى المرات أتى بخنزيرين صغيرين وجعل الآخرين يجمعون البطاطا والجزر.. «كات» يقوم بشيّ اللحم.. الجميع يحيطون به.. وكأنهم يحيطون برجل عجوز. حتى هيملشتوب كان بينهم مشاركاً.. فقد فمه الواسع نهائياً.
في المقدمة هجوم.. وهجوم مضاد، بجانب المقابر تلال من الجثث، «الجو حار.. وهم متروكون دون دفن، نحن لانستطيع دفنهم، لانعرف إلى أين نذهب بهم.. ستدفنهم القذائف».
زيارته لأهله تبين له ضريبة الحرب على نفسيته. البلدة لم تتغير مذ بارحها، فيما وجد نفسه لم يعد ينتمي إليها من بعدُ.. عالمٌ غريبٌ بالنسبة إليه.. يحسّ بعدم التواصل مع معظم أهل البلدة.. يسأله أبوه أسئلةً غبيةً ومحزنة حول خبراته في الحرب غير مدركٍ بأنْ ليس في مُكنة المرء التعبير عن هكذا أمور. مديرُ مدرسةٍ قديمٌ يحاضر له عن الاستراتيجية والتقدم نحو باريس فيما يصر أن «پاول» ورفاقه يعلمون عن قطاعهم الصغير من الحرب وحسب، ولا شيء عن «الصورة الكبيرة».
للحق، فإن الوحيد الذي بقي على تواصلٍ معه هو أمه -التي توفيت بعد ذلك- والتي يشاركها العطف. في الليلة التي سبقت عودته إلى الجبهة سهر معها يتبادلان تعابيرَ قصيرةً من المحبة والاهتمام نحو بعضهما بعضاً. «هنا أجلس، وأنت تستلقين هناك، لدينا الكثير لنقوله، لكن لن نقوله أبداً». في النهاية يخلصُ بأنْ «آلى على نفسه ألا يعود إلى بلدته في إجازة».
«پاول» يستنتج بأنه ماعاد يملك ارتباطاً حقيقياً مع موطنه.. ماذا يعرف أولئك عن الحياة إذا كانوا لايعرفون الموت؟ «منذ الآن، بدأ الوداع يندمج فيّ.. والدتي تنظر إليّ بصمت.. وتعد الأيام.. أنا أعرف ذلك».
وشعر بالسعادة عندما عاد ليتحد مع رفاقه.. وتطوع للذهاب في دوريةٍ، ويقتل امرءاً للمرة الأولى في اشتباكٍ وجهاً لوجه (بالسلاح الأبيض).. وسرعان مايحس بالندم ويطلب الغفران من جثة قتيله.. لقد دُمّر.. يصف ذاك الشعور الذي تملكه عندما قتل لأول مرة إنساناً عن قربٍ وبوعيٍ تام.. كان دفاعاً عن النفس..
إذ يصل «پاول» إلى خندقٍ معادٍ يفاجأ بجندي فرنسي.. يرفع حربته ويرديه قتيلاً.. وإذ يهدأ روعه من بعد وتستبين له فعلته في اندفاعه الغريزي.. ينظر إلى ضحيته.. عدوه المفترض.. متأملاً حزيناً ثم يعده بأنه ما إن يعود من الحرب فسوف يبحث عن زوجته وأطفاله ليقدم لهم العون. يؤكد ريمارك أن المشهد حقيقي، وإلا ماضمّنه روايته.
«الآن فقط، أرى بأنك إنسانٌ مثلي.. لطالما فكرت بأسلحتك وقنابلك.. الآن أرى زوجتك ووجهك يتحدان.. سامحني يارفيق، فنحن نرى ذلك دائماً بعد فوات الأوان». لاحقاً أفضى لكات وألبرت اللذين حاولا أن يهدئا من روعه ويؤكدا له بأن هذا ماهو إلا جزء من الحرب وحسب.
وببطءٍ يتخذ «پاول».. يتخذ (ريمارك) قراره بصدد الفرنسي الذي قتله: «اليوم أنت.. وغداً أنا، ولكني يارفيق إذا نجوت.. فسأحارب ضد هؤلاء الذين قضوا علينا نحن الاثنين.. أنت على حياتك. وأنا.. على حياتي أيضاً (يريد أن شخصيته ماتت بالرغم من أنه نجا).. إنني أعدك يارفيق، هذا يجب ألا يحدث ثانية..».
إذن لا حرب ثانية.. لا حرب أبداً.. ولكن إذا ماانتهت الحرب.. فياترى إلام سيصغي هؤلاء الشباب الذين كبروا في الجبهة؟ هاهم أولاء يتناقشون حول ذلك. نعم، سيشربون أولاً.. هذا بدهي.. ولكن.. ماذا بعد؟ كيف ستكون حياتهم اليومية؟ هذا ما لايعرفه أحد: «ماذا ينتظرون منا.. ترى لو جاء زمنٌ خالٍ من الحرب؟ سنين ونحن مشغولون بالقتل.. هذه مهنتنا الأولى في الوجود.. معرفتنا بالحياة تقتصر على الموت.. ما الذي سيأتي.. أو يحدث بعده، ما الذي سنصبح عليه؟!!».
يقول أحدهم: «انتبه، نحن سنخسر الحرب لأننا نعرف كيف نُلقي التحية بشكلٍ جيد» (يقصد لانضباطهم أكثر من اللازم). أحد الرفاق يقترح: «بلاغ الحرب النهائي عليه أن يتحوّل إلى عيدٍ شعبي.. مع بطاقات دخول وموسيقا كما في ساحة مصارعة الثيران.. إنهم على الحلبة، يقف الرؤساء والجنرالات من البلدين بلباس السباحة.. مسلحين بالعصي.. ثم يهمّون بضرب بعضهم بعضاً.. ومن يصمد إلى النهاية هو المنتصر.. فهذا أيسر وأفضل من أن يتحارب الناس هنا.. فيما بينهم».
«پاول» يستدرك الآن: «هؤلاء الجنود الأبرياء.. يشبهون الجياد التي لاتفقه ما يحصل لو وقعت قنبلة ما ومزقت أحشاءها؟». «إنها لشناعة كبرى.. أن تكون الحيوانات في الحرب» يقول أحدهم.
من ثم أُرسِلوا إلى ما دعاه «پاول» «عملاً حسناً». عليهم أن يحرسوا مستودع مؤنٍ في قريةٍ أخليت من المدنيين لكونها تقصف بشدة. أثناء ذلك كان ممكناً للرجال أن يَطعموا جيداً على عكس ظروف «حافة الجوع» في الخنادق الألمانية، فضلاً عن إمتاع أنفسهم سواءً من القرية أو بالرفاهيات المخصصة للضباط في مستودع المؤن (السيجارات الفاخرة مثلاً).
الأكل نفسه أهم بكثير.. «پاول» يحكي عن تلك المرة التي قام فيها الرفاق بسرقة المعلبات الإنكليزية والفرنسية والخنازير والبط. وبعد؟ جو المعارك يرغم الشباب على عدم الاهتمام بما يوليه رؤساؤهم لقضية الكرامة. إنهم يجدون في ذلك دافعاً للسخرية.
أثناء إخلاء القرويين (مدنيّي العدو) يؤخذ «پاول» و«ألبرت كروب» بدهشةٍ بالمدفعية تقصف قافلة مدنية ويصابان بقذيفة. في طريقهما بالقطار نحو الديار تسوء حال ألبرت ولايستطيع إكمال الرحلة. ينزلان في مشفىً كاثوليكي للاستشفاء. يستخدم «پاول» المصاب بجروحٍ في ساقه ويده مزيجاً من المقايضة والاحتيال ليبقى بجانب ألبرت صديقه منذ أيام الدراسة والذي يصفه بأنه الأصفى ذهناً في المجموعة. على الرغم من أن ألبرت خطط للانتحار إذا ماتطلبت ساقه البتر إلا أن الرواية تفترض أنه أجّل ذلك بسبب الصلابة العسكرية الحميمة.
للمرة الثانية يصاب «پاول» ويرسل إلى المشفى. ثمة يفكر: «عمري اثنان وعشرون عاماً.. ولكني لاأعرف إلا اليأس.. والموت.. والخوف.. والمعاناة.. إني أرى الشعوب تقتل بصمتٍ.. بطاعةٍ.. بسذاجةٍ.. دونما معرفة.. ماذا سيصنع الآباء إذا نهضنا وطالبنا بالانتقام؟ لسنين كانت مهنتنا القتل.. ماالذي سنصبح عليه؟».
يرى الرفاق في المشفى بصارعون الموت «أحدهم بدأ يغني بصوتٍ عالٍ ولمدة ساعةٍ قبل أن يموت.. وآخر كان قد زحف إلى الشباك.. وهاهو الآن ملقىً تحته.. وكأنه أراد رؤية السماء للمرة الأخيرة».
لا أحد منهم يريد الموت.. الجميع يأمل بالحياة «الحياة شرك دائم ضد تهديدات الموت». إنهم يرقدون بالأوساخ، أيديهم متشنجة ويصلّون كي يبقوا على قيد الحياة: «ليس الآن.. ليس الآن.. ليس الآن.. في اللحظة الأخيرة»، ومع ذلك وبالرغم من كل شيء فهم يعلمون يقيناً: «لو عدنا الآن.. سنكون متعبين، ساقطين، محترقين.. ودون جذور أو أمل.. وسنضل طريقنا».
هذا إذن ما يكتبه ريمارك خلال ليالي الأرق والتدخين التي ينشطها بأقداح القهوة. إنه لايريد أن يشتكي.. بل أن يخبر.. فهو لايوفر لنفسه شيئاً.. إنه يعيش الجحيم ثانية.. ذاك الذي يقبع في خلفيته كما هو واضح.. والذي يعرف بأنه سوف يظل خلفه قابعاً أبداً..
يرث زوج أحذيةٍ من رفيقه، فهو لن يحتاجها بعد الآن «قبل أن يفارق الحياة أعطاني حقيبته وحذاءه.. الحذاء نفسه الذي ورثه عن رفيقه «كاماريش» أنتعله الآن.. إنه يناسبني تماماً.. بعدي سيحصل عليه «تيادين».. لقد وعدته بذلك».
هذه التباينات الوجودية تترى خلال الكتاب كله. ماذا ستقدم الحياة بعد لهذا الذي يبلغ الاثنين والعشرين عاماً؟!! ما الذي يستحق بعد؟!!
هكذا، ولئن كانت الحرب قامت كي تجعل منهم وحوشاً، فإنها تالياً أضفت عليهم وجهاً إنسانياً باحثاً ومفكراً، وحوّلتهم -من طريق التجربة، لا من التأمّل النظري- إلى ساعين للسلام محرّضين الآخرين على سلوك درب النزعة السلمية.. مثلهم. والأهم -ربما- من ذا جميعاً أن پاول ورفاقه خرجوا من رحم الحرب دون أن يخامرهم أدنى شعورٍ بالكراهية تجاه الآخرين على الجهة المقابلة.
تبتر رجل ألبرت فيما يعاد پاول إلى الجبهة.
الآن -والحرب يخبو سعيرها- يرقب پاول رفاقه يسقطون واحداً تلو آخر.. لكن أمراً واحداً فقط هو ما جعل منه في النهاية غير آبهٍ بالحياة.. موت كات. في الفصل الأخير يعلق «پاول» أن السلام آتٍ قريباً على أنه لايرى المستقبل براقاً ومشرقاً بالأمل.. ينتابه شعورٌ بأن لا هدف تبقّى له في الحياة، وأن جيلهم سيكون مختلفاً ويُساء فهمه.
أخيراً، في أكتوبر 1918 وقبلما تنتهي الحرب بأسبوعين يقتل «پاول».. في يومٍ هادئٍ ومسالمٍ بشكلٍ لافت.. النبأ اقتصر على الكتيبة فقط. ففي الغرب لا جديد يُطّلع عليه.. مجرد ميتٍ آخر.. كان يرقد على الأرض نائماً، وعندما أداروا رأسه عرفوا بأنه لم يتعذب كثيراً قبل وفاته.. تعبير وجهه كان هادئاً.. واضحاً.. وكأنما كان راضياً كل الرضا عن موته..
تقرير الحالة من الجبهة أورد عبارة بسيطة: «All quiet on the Western Front كل شيء هادئ على الجبهة الغربية».
كان على پاول أن يموت دلالة على موت تلك الشخصية.. لم تنته الحرب إلا وقد أودت بها.. كالنار.. لاتنطفئ قبلما تأتي على كل ما حولها.. ولقد كان راضياً أخيراً بما آل إليه.. فذاك خيرٌ من أن يعيش غريباً.. يعاني سكرات الغربة..

## الظهور الأول
كان إصدار روايةٍ حربيةٍ ضد الحرب (رواية سلمية) في نظر بعض الألمان آنذاك جرماً نظراً لصعود القوى المتشددة (الشوفينية) والمتطرفة، لذلك رفض العديد من دور النشر طباعة الكتاب، وعندما أرسل ريمارك نصوص الرواية إلى دار نشر كبرى في ألمانيا «س. فيشر» رفضتها، «من الذي يريد اليوم قراءة روايات حربية؟!!»، وبالفعل، فإن اختيار ريمارك لم يكن مصاحباً لزمنه.. يحكي ريمارك لأحد الصحفيين بأنه ألف رواية، ويسأله:
- بماذا تنصحني
- وماذا تعالج روايتك؟
- الحرب
- أنصحك.. بأن تمزق النصوص فوراً.
كان يبدو أن «كل شيءٍ هادئ على الجبهة الغربية» لن ترى النور أبداً. حتى إنها استغرقت أكثر من عام منذ انتهاء كتابتها عام 1927 كي تحظى بموافقة.. فكيف إذن طبعت؟ّ! كتب الكثير حول الموضوع، وحول كيف وافقت أكبر دار نشر في ألمانيا على طبعها.. ببساطةٍ.. وصلت المخطوطة إلى «فريتز روس» المسؤول في هيئة الرقابة في دار «أولشتاين».. وكان لديه وقتٌ كافٍ لمراجعة النصوص.. لأنه كان طريح الفراش.
من بعد.. عقد اجتماعاً مع مسؤولي الدار. وضع المخطوطة على الطاولة: «هاهي نصوص ريمارك.. قرأتها ووجدتها مؤثرة بشكل غير عادي.. سيطبع منها على الأقل مائة ألف»، وأذهل الترددُ الجميعَ إلا مديرَ الدارِ «أولشتاين» الذي عقّب: «إذا رأيتم فيها مجازفة.. فسأتحمل الخسارة على نفقتي الخاصة».. وبعد مناقشةٍ لساعات.. وافقوا على طبعها.
التقى ريمارك غيرُ المتفائل بـ«فرانز أولشتاين»: «لاأؤمن بنجاح كتابي.. من ذا الذي يريد اليوم أن يقرأ روايةً تصف الجحيم الأرضي؟».
أرسل «أولشتاين» الرواية إلى «صحيفة فوس Vossische Zeitung» الواسعة الانتشار التي تصدرها الدار نفسها مقترحاً أن تنشر حلقاتٍ في الجريدة.. لكن الإدارة عارضت قائلة إن الرواية غير مشوّقةٍ كي تنشر كمسلسل، ثم إن الجريدة لاتنشر إلا لكبار الكتاب.. أولشتاين بقي صامداً ومصراً إلى أن فرض إرادته أخيراً.
«كل شيءٍ هادئ على الجبهة الغربية» تظهر منذ 10-11-1928 في جريدة «فوس».. رد فعل الجمهور لايُصدّق.. ما إن صدرت حلقتان منها حتى بدأت برلين بأسرها تتحدث عنها.. الأيدي تتلقف الجريدة والجمهور في ذهولٍ تام.. من كان يرى في ريمارك هذه القدرة؟!! هذا الإنسان الهادئ.. من كان يؤمن بقدرته على تأليف روايةٍ إنسانيةٍ مؤثرةٍ بهذا الشكل؟
ريمارك يقدّم استقالته من عمله بفعل النجاح الباهر لكتابه.. ذهولٌ صاعقٌ في دور النشر الألمانية.. الناس مازالوا يأبهون بقضية الحرب.. إن الأمر متوقف على ماهيّة كتابة روايات الحرب.

## تأثير الكتاب
بينما كانت دار «أولشتاين» تستعد لطبع الكتاب ثانيةً بعد انتهاء الطبعة الأولى التي بلغت خمسين ألفاً، ظهرت موجة عاتية ضد ريمارك.. من المتطرفين.. أولئك الذي يحبذون لو اشتعلت الحرب مرةً أخرى. وُصف ريمارك بالقذارة.. هذا المرء!! غيرُ الألماني الذي ينتحل اسماً فرنسياً -مع أن ريمارك هو اسم جده وليس منتحلاً- هكذا تصرخ الصحف اليمينية حتى إنها تشكك بمشاركته في الجبهة. تلك الحملات سرعان ماتتحول إلى عاملٍ دعائي للكتاب الذي يباع بنجاحٍ كبيرٍ حتى إن «أولشتاين» تضطر لأن تستأجر مطابع أخر لتساعد في الطبع. عام 1929 يباع منه في ألمانيا فقط 926 ألف نسخة. العام نفسه سيشهد أول ترجمةٍ إنجليزيةٍ على يد آرثر وين Arthur Wesley Wheen. بعد ثمانية عشر شهراً يصل المبيعُ مليونين ونصف المليون بالرغم من الأزمة الاقتصادية العالمية الطاحنة منذ نوفمبر/تشرين الثاني 1929. عام 1930 يرشح ريمارك لجائزتي نوبل.. للسلام وللأدب.. ترجم الكتاب إلى معظم اللغات تقريباً، وحتى طبعت منه نسخ للأكفاء غير أولي البصر.. وسجل في كل مكانٍ أرقامَ مبيعاتٍ قياسية.
مع «كل شيءٍ هادئ على الجبهة الغربية» برز ريمارك كمتحدثٍ مفوّهٍ عن ذاك الجيل الذي «تحطّم بالحرب مع أنه نجا من القذائف» بحسب كلماته ذاتها. انصبت الانتقادات عليه كذلك ممن اعتبروا الكتاب شوّه جهود القتال الألمانية وأنه بالغ في أهوال الحرب.
والحال هذا كان كافياً كي يُلعنَ الكتابُ ويحاربَ وصاحبَه من قبل النازيين.. ممن كان خبزهم اليومي -وإن لم يصلوا إلى السلطة بعد- تحريضَ شعبهم عبر إثارة كراهيته للآخر بغية دفعه إلى السلاح. كان نصّ «كل شيء هادئ على الجهة الغربية» على النقيض من ذلك كله. وأسهم في فعالية خطابه انتشاره السريع والضجة التي أثارها. ما إن وصل النازيون إلى السلطة عام 1933، حتى منعت الرواية مع تكملتها «طريق العودة» وأحرقت نسخها في احتفالاتٍ نازيةٍ صاخبةٍ عامةٍ ما فاقم شهرتها وأهميتها في الخارج، ولاسيّما لدى شعوبٍ لم ترَ فيها إلا بياناً ضد «العسكرية» الألمانية وإن أغفلت بعدها الإنساني العام.
علينا إذاً ألا نغفل عن دور الأحداث السياسية من صعود النازية واندحارها والحرب العالمية الثانية في إسباغ أهميةٍ إضافيةٍ وزيادة شهرةٍ غير هيّنةٍ على الرواية. مع الوقت غدا ريمارك -بفعل روايته- أكثر الروائيين الألمان شهرةً وقرّاءً في القرن العشرين بالرغم من ملاحظاتٍ نقديةٍ حول تحليله التبسيطي في مواضع عدة.
على أنه لم يتمكن -برغم كل الزخم الإعلامي الذي واكب إقامته منذ 1939 في الولايات المتحدة- من إنتاج عملٍ يضاهي بمكانته وشهرته روايته هذه، بحيث اعتبره الكثيرون من صنف مؤلفي العمل الواحد. ولم يك هذا كله صحيحاً، فقد كتب عام 1931 رواية أخرى «درب العودة Der Weg zurück» قرئت في زخم الأولى لكنها لم تحظ بمكانتها، ونشر عام 1945 بالإنجليزية «قوس النصر Arch of Triumph» (العام اللاحق بالألمانية "Arc der Triomphe") في الولايات المتحدة وثمة حققت «أفضل مبيعات Best-Seller» وعالمياً مبيعاتٍ بنحو خمسة ملايين نسخة، وعند وفاته كانت رواياته بلغت خمس عشرة.

## أعمال فنية
في أمريكا سرعان ماتحوّلُ الرواية إلى فيلمٍ سينمائي (1930) ينال الأوسكار، كما نال جائزة أوسكار أفضل تصوير، ومخرجه لويس مايلستون أوسكار أفضل إخراج، ولكنه إذ يُعرض في برلين يتحول إلى فضيحةٍ كبيرة. «جوزف غوبلز» مؤسس المركز النازي في برلين ورئيسه آنذاك يدفع «الشباب الهتلري» للهجوم على دار السينما، وإلقاء قنابلَ مسيلةٍ للدموع، وإطلاق فئرانٍ بيضاءَ بين مقاعد المتفرجين وسط هتافاتٍ «ياألمانيا استيقظي».. أينما عُرض الفيلم كان يثير الشغب واللغط.. مسؤول إدارة رقابة الأفلام يصرح: «الفيلم يعبّر عن شجاعة وعزم الجنود الألمان في الحرب العالمية»، ثم.. يُمنع الفيلم من قبل الرقابة العُليا للأفلام.
أما الفيلم الثاني فكان تلفزياً أنتج عام 1979 بالاسم نفسه.
كانت الترجمة الأخيرة إلى الإنجليزية عام 1993 من قبل بريان مردوخ، وتحويل الرواية إلى عمل إذاعي عام 2008 في الـBBC، ومسرحي عام 2009 دليلاً على أن الاهتمام بها إلى يومنا هذا.
و عرض للمرة الأولى على منصة نتفليكس في 28 أكتوبر 2022 حيث صدر الفيلم من إخراج إدوارد بيرغر وبطولة دانيال برول، ألبريشت شوتش وفيليكس كامرير وحاز على أوسكار أفضل موسيقى تصويرية.

## وصلات خارجية
- كل شيء هادئ على الجبهة الغربية على موقع الموسوعة البريطانية (الإنجليزية)

- CliffsNotes
- Spark Notes
- All Quiet on the Western Front study guide, themes, quotes, literary devices, multimedia, teacher resources